# Gamergomorphus steynsburgensis
Gamergomorphus steynsburgensis är en insektsart som beskrevs av Synave 1956. Gamergomorphus steynsburgensis ingår i släktet Gamergomorphus och familjen sköldstritar. Inga underarter finns listade i Catalogue of Life.